# Prvačka pleh muzika
Prvačka pleh muzika je ljubiteljska godba iz Prvačine v Vipavski dolini.
Ustanovljena je bila leta 1752.
Vodi jo dirigent Gregor Bralić.

## O godbi
Prvačka pleh muzika ima sedež v Sokolskem domu v Prvačini.

## Dirigenti godbe
- Albert Stanič
- Jožef Furlani
- Alojz Gregorič
- Janez Peršič
- Albert Furlani
- Jožef Černe
- Stojan Ristovski (, 2008)
- Bojan Planinšček
- Ladislav Leško (1998–2007)
- Miroslav Paškvan (2007)[1]
- Gregor Bralić (2009–danes)

## Nagrade in priznanja
- 1983 Nova Gorica: Priznanja Skupščine občine Nova Gorica, Priznanje Občine Nova Gorica[2]
- 2004 Nova Gorica: Priznanja Mestne občine Nova Gorica v letu 2004, Diploma Mestne občine Nova Gorica (za dosežke na glasbenem področju in za izkazano trdoživost ob praznovanju 250-letnice)[3][4][5]
- 2016 Ormož: 21. tekmovanje godb Slovenije v zabavnem programu za pokal Vinka Štrucla, zlata plaketa (kategorija od 35 do 40 članov)[6]
- 2023 Ormož: 27. tekmovanje godb Slovenije v zabavnem programu za pokal Vinka Štrucla, zlata plaketa s pohvalo in pokal Vinka Štrucla (kategorija do 34 članov)[7][8]

## Diskografija
- Kolpingmusik Klagenfurt, Nachod Brass Orchestra, Goriški pihalni orkester, Puhački orkestar Lovran, Banovčanka youth brassband, Duvački orkestar Pančevo, Pihalni orkester Salonit Anhovo, Limena glasba vatrogasnog društva Bugojno, Pihalni orkester Goriška Brda, Pihalni orkester Mura Menti, Pihalni orkester Vogrsko, Brass Orchestra Tatara, La civica orchestra di fiati Giuseppe Verdi, Pihalni orkester Tolmin, Betania-Arad brass band, Godba Kras Doberdob, Prvačka pleh muzika – Glasba ne pozna meja: Sabotin park miru / Sabotino il parco della pace, 23. junij 2007, dirigent Črtomir Nanut (DVD, 2007)